# Anna Timofeeva (pallanuotista)
Anna Viktorovna Timofeeva (in russo Анна Викторовна Тимофеева?; Nižnij Novgorod, 18 luglio 1987) è una pallanuotista russa vincitrice di una medaglia di bronzo alle Olimpiadi di Rio de Janeiro 2016.

## Palmarès
- Giochi olimpici

Rio de Janeiro 2016: bronzo.
- Mondiali

Roma 2009: bronzo.
Budapest 2017: bronzo.
- Coppa del Mondo

Surgut 2018: argento.
- World League

Tenerife 2008: oro.
Pechino 2013: argento.
Shanghai 2017: bronzo.
Kunshan 2018: bronzo.
Budapest 2019: bronzo.
- Europa Cup

Pontevedra 2018: argento.
Torino 2019: argento.
- Universiadi

Shenzhen 2011: bronzo.